# Сара Олівейра
Сара Олівейра (порт. Sara Oliveira, 7 грудня 1985) — португальська плавчиня.
Учасниця Олімпійських Ігор 2008, 2012 років.